# Chieulles
Chieulles é uma comuna francesa na região administrativa de Grande Leste, no departamento de Mosela. Estende-se por uma área de 2,61 km². Em 2010 a comuna tinha 426 habitantes (densidade: 163,2 hab./km²).